# Correspondants du Trésor
Les correspondants du Trésor sont, en application de la loi organique française relative aux lois de finances et aux décrets d'application, des organismes qui déposent à titre obligatoire ou facultatif des fonds au Trésor ou sont autorisés à procéder à des opérations de recettes et de dépenses par l'intermédiaire des comptables du Trésor. 

## Définition
En France, la notion de correspondants du Trésor recouvre l'ensemble des personnes physiques ou morales, publiques ou privées qui sont détentrices d'un compte ouvert dans les écritures du Trésor. La relation financière qu'entretient la personne morale ou physique, publique ou privée avec l'État est alors, au regard des textes, le critère permettant d'identifier le correspondant du Trésor : c'est à l'existence d'un compte au Trésor que l'on va pouvoir reconnaître un correspondant. 
Les fonds déposés au Trésor représentent un encours d'environ 130 milliards d'euros, tous correspondants confondus. 

## Identification
En l'absence de recensement exact du nombre de correspondants, leur identification est malaisée : si l'on a connaissance des montants déposés au Trésor, il n'est guère possible de ventiler exactement ces fonds par correspondant. En effet, les documents édités par le Trésor distinguent quatre grandes catégories de correspondants : 
- budgets annexes et services non personnalisés de l'État ;
- organismes à caractère financier ;
- collectivités locales ;
- établissements publics locaux, et autres correspondants.

Ces catégories sont elles-mêmes subdivisées en sous-catégories. Néanmoins, la « Situation résumée des opérations du Trésor », paraissant mensuellement au Journal Officiel, ne recense finalement que 29 types de correspondants, rapportés au millier auquel on évalue habituellement le nombre de correspondants du Trésor.

## L'origine des correspondants du Trésor

### Bonaparte et les fonds particuliers
Le Consulat hérite d'une situation financière désastreuse, liée notamment aux difficultés de recouvrement de l'impôt après la Révolution, l'abolition des charges puis l'effondrement du système de l'assignat. Pour Gaudin, alors ministre des Finances, il devient urgent, compte tenu des difficultés financières du Trésor, d'assurer « la nécessaire soudure entre les dépenses immédiates et les recettes à venir ». 
Gaudin imagine de faire souscrire aux receveurs généraux douze obligations au profit du Trésor, payables de mois en mois à partir du mois de juillet, et représentant le montant des rôles de contributions que le receveur général doit encaisser dans l'année : le receveur dispose ainsi de 18 mois pour solder les contributions payables en 12 mois par les contribuables. 
Le Trésor fait appel à des banquiers privés qui s'associent pour le pourvoir en fonds : il s'agit des Vingt Négociants réunis en novembre 1799, des Dix Négociants réunis en mars 1800, des Cinq Banquiers du Trésor public en août 1801, de l'Agence des Receveurs généraux en 1802, et enfin de la Compagnie des Négociants réunis en 1804. 
L'État veut bientôt s'affranchir de ses faiseurs de services qui, de surcroît, pratiquent un escompte onéreux. Au bilan, toutes ces tentatives sont des échecs et se soldent par une crise sans précédent de la trésorerie publique en 1806. 
Par le décret du 16 juillet 1806, les receveurs généraux se voient désormais contraints de déposer des garanties financières auprès de l'État sous forme d'avances, le plus souvent de souscription en obligations  et de transmettre trois fois par mois leurs états de recette à la Caisse de service. Un compte courant est ouvert au nom de chacun par la caisse. Pour leur permettre de trouver toutes les ressources dont le Trésor a besoin, les receveurs généraux obtiennent de Mollien, le nouveau ministre des Finances, l'autorisation d'accepter l'argent des dépôts des particuliers. En fournissant ces fonds sous forme d'avances au Trésor, les receveurs se voient servir un intérêt supérieur à celui qu'eux-mêmes servent à leurs déposants. Et lorsque les receveurs généraux perdent toute autonomie, l'État récupère à son profit les dépôts des tiers. La logique de centralisation de ces caisses permet de réduire la dépendance de l’État aux financiers extérieurs. Ainsi, une caisse en déficit peut être financée par une caisse en surplus.   
Fondés sur la tradition, les fonds particuliers existaient encore à la fin XXe siècle et répondent tant à une logique de proximité qu'à une contribution à la trésorerie de l'État. Ce ne sont pas les titulaires des comptes qui sont correspondants du Trésor, ils sont en réalité les correspondants des Trésoriers-payeurs généraux (TPG) : ceux-ci sont, en effet, en leur nom propre, correspondants du Trésor, dans la mesure où ils sont contraints de déposer les fonds ainsi collectés sur un compte ouvert dans les écritures du Trésor. 
L'institution des fonds particuliers disparaît cependant par arrêté le 2 février 2001.

### Les collectivités locales
La démarche est sensiblement similaire en ce qui concerne les communes qui se voient imposer très tôt une obligation de dépôt de leurs fonds au Trésor. En application d'un décret impérial de février 1811, « l'Empereur décide que notre ministre du Trésor fera verser pour le compte de la caisse de service chez les receveurs généraux, les sommes qu'il jugera excéder des besoins du service et les fera rétablir en cas de besoin de service ». 
Dans le même esprit, obligation est faite aux départements de déposer l'ensemble de leurs disponibilités par la loi du 18 juillet 1892. La mutation du service de Trésorerie s'achève dans ses grandes lignes à la fin du Second Empire : le décret du 31 mai 1862 portant règlement général sur la comptabilité publique dispose que la centralisation des deniers publics est assurée au sein d'une caisse unique. L'indépendance du Trésor est assurée.
Cette obligation est aujourd'hui prévue dans la loi organique relative aux lois de finances. 

### Les établissements publics
Avec la Première Guerre mondiale, tandis que se multiplient les créations d'établissements publics — qui vont être amenés en raison de leur mission de service public à manipuler des fonds publics —, le rôle de l'État s'accroît. Ne pouvant être budgétisés puisque distincts de l'État, les fonds des établissements publics ne peuvent apparaître dans les lois de finances et ne peuvent être soumis à l'approbation parlementaire. La plupart des établissements publics se voient, durant l'entre-deux-guerres soumis à l'obligation de dépôt de tout ou partie de leurs disponibilités et font l'objet d'un strict contrôle comptable. Les fonds qu'ils déposent au Trésor entrent alors en ligne de compte dans la gestion de la trésorerie de l'État. Pourtant le rôle des correspondants n'est nullement analysé en tant que tel : ils sont uniquement considérés sous l'aspect des fonds temporairement avancés à l'État. 

### Évolutions des statuts entre 1862 et 1959
Aucune définition précise de ce que sont les correspondants du Trésor n'est donnée avant 1862. C'est le décret impérial portant règlement général sur la comptabilité publique du 31 mai 1862  qui donne pour la première fois une véritable définition des correspondants : 
« Sous le titre de correspondants du trésor se classent les opérations de recettes et de dépenses effectuées pour le compte de la caisse des dépôts et consignations, de la Légion d'honneur, du service postal de France et de tous les autres services semblables qui sont déterminés par les instructions ministérielles. »
Toutefois, ce décret du 31 mai 1862, référence obligée d'un siècle de comptabilité publique, ne donne qu'une définition opérationnelle des correspondants : en effet, les correspondants du Trésor ne sont identifiés qu'en tant qu'opérations effectuées pour le compte de services publics ; ils ne sont répertoriés que sous l'aspect comptable de leurs opérations financières. Il faut attendre pratiquement un siècle pour obtenir une définition non plus financière mais organique des correspondants. 
Pour la première fois, l'ordonnance du 2 janvier 1959 portant loi organique relative aux lois de finances, va institutionnaliser, de manière mineure dans la mesure où tous ne sont pas mentionnés, certains correspondants du Trésor. Ainsi « outre les opérations permanentes de l'État [...] le Trésor public exécute sous la responsabilité de l'État des opérations de trésorerie. Celles-ci comprennent : [...] des opérations de dépôt sur ordre et pour compte des correspondants ». Ce texte précise également que « sauf dérogation admise par le ministre des finances, les collectivités territoriales de la République et les établissements publics sont tenus de déposer au Trésor toutes leurs disponibilités. Sous réserve des dispositions particulières concernant les comptes courants des États étrangers et des banques d'émission de la zone franc, aucun découvert ne peut être consenti à un correspondant du Trésor ». Ainsi, un certain nombre de principes régissant l'existence des correspondants, obligation de dépôt pour les collectivités locales et autres établissements publics, absence de découvert autorisé, trouve avec cette ordonnance une valeur législative et non plus réglementaire. La définition organique prime alors sur la définition opérationnelle : 
« Les correspondants du Trésor sont les organismes et particuliers qui, soit en application des lois et règlements, soit en vertu de conventions, déposent à titre obligatoire ou facultatif des fonds au Trésor ou sont autorisés à procéder à des opérations de recettes et de dépenses par l'intermédiaire des comptables du Trésor [...] Des opérations de recettes et de dépenses peuvent être faites pour le compte des correspondants par les comptables de l'État dans les conditions fixées par le ministre des Finances. »
Un élément notable du régime juridique des correspondants du Trésor élaboré en 1959 (et renouvelé dans la loi organique relative aux lois de finances) est son extrême flexibilité : chacune des dispositions de l'article 15 de l'ordonnance du 2 janvier 1959 et du décret du 29 décembre 1962 est susceptible d'accepter une dérogation. Si le principe est en soi très pratique, toute la difficulté réside dans le fait de pouvoir déceler et identifier le fondement de ces dérogations, et de poser à nouveau les bases de la règle et de l'exception.